# فاليريا هينريكز
فاليريا هينريكز (بالإسبانية: Valeria Henríquez)‏ هي ممثلة كولومبية، ولدت في 1994 في بوغوتا في كولومبيا.

## وصلات خارجية
- فاليريا هينريكز على موقع IMDb (الإنجليزية)